# Skeerpoort
Skeerpoort è un centro abitato sudafricano situato nella municipalità distrettuale di Bojanala Platinum nella provincia del Nordovest.
Il nome significa "gola rasata", probabilmente in riferimento al passo di montagna omonimo così chiamato da un commando militare guidato da Hendrik Potgieter dopo esservi fermatisi una domenica per sbarbarsi.

## Geografia fisica
Il piccolo centro abitato sorge ai piedi dei monti Magaliesberg a poca distanza dal lago della diga di Hartbeespoort, a circa 19 chilometri a sud della città di Brits.